# Renato Giammarioli
Renato Giammarioli (Marino, 23 marzo 1995) è un rugbista a 15 italiano, terza linea ala delle Fiamme Oro in Serie A Èlite e internazionale per l'Italia.

## Biografia
Formatosi rugbisticamente nel Frascati, nella cui prima squadra debuttò nel 2013, fu ammesso all'Accademia FIR di Parma nel 2014 e fu permit player delle Zebre in tale medesima stagione.
Uscito dall'accademia federale fu a Calvisano con cui nel 2016 giunse alla finale scudetto persa contro Rovigo e nella stagione successiva divenne invece campione d'Italia; dopo un biennio nel Bresciano tornò alla franchise parmigiana delle Zebre in Pro14 mettendosi in luce in occasione di una storica vittoria per 27-23 contro Ulster a Parma grazie a una meta giunta al termine di una corsa di 70 metri dopo avere rubato palla con un intercetto a Christian Lealiʻifano.
Del 25 novembre successivo, a Padova, è il debutto in Nazionale, una sconfitta 6-35 contro il Sudafrica; in precedenza aveva militato nella Under-18 e Under-20 e disputato il mondiale giovanile 2014 in Nuova Zelanda.

## Palmarès
- Campionati italiani: 1
Calvisano: 2016-17